# Össjö socken
Össjö socken i Skåne ingick i Norra Åsbo härad, ingår sedan 1974 i Ängelholms kommun och motsvarar från 2016 Össjö distrikt.
Socknens areal är 39,19 kvadratkilometer varav 38,45 land. År 2000 fanns här 563 invånare. Godset och kyrkbyn Össjö med sockenkyrkan Össjö kyrka ligger i socknen.

## Administrativ historik
Socknen har medeltida ursprung. 
Vid kommunreformen 1862 övergick socknens ansvar för de kyrkliga frågorna till Össjö församling och för de borgerliga frågorna bildades Össjö landskommun. Landskommunen uppgick 1952 i Östra Ljungby landskommun som upplöstes 1974, då denna del uppgick i Ängelholms kommun. Församlingen uppgick 2006 i Munka Ljungby (utan bindesteck) församling.
1 januari 2016 inrättades distriktet Össjö, med samma omfattning som församlingen hade 1999/2000.  
Socknen har tillhört län, fögderier, tingslag och domsagor enligt vad som beskrivs i artikeln Norra Åsbo härad. De indelta soldaterna tillhörde Skånska husarregementet, Silvåkra skvadron, Överstelöjtnantens kompani.

## Geografi
Össjö socken ligger öster om Ängelholm med Rönne å i sydväst och Pinnån i sydost. Socknen är en odlad slättbygd i väster och skogsbygd i östert.
Vid Pinnån finns ett gammalt vadställe, Gångvad, där det finns en gammal stenbro.

## Fornlämningar
Boplatser från stenåldern är funna. Från bronsåldern finns gravhögar och stensättningar. Från järnåldern finns två gravfält och vid Ekebjär en domarring. Fossil åkermark har påträffats.

## Namnet
Namnet skrevs 1406 Odhinsöö och kommer från kyrkbyn. Namnet, som har en otolkad förled, torde ursprungligen avsett Åkersjön..